# Double Commander
A Double Commander egy nyílt forrású, keresztplatformos kétpaneles fájlkezelő, melynek megalkotását a Total Commander inspirálta. Legfrissebb kiadása: Double Commander 1.0.8.

## Jellemzői
- unicode támogatás
- minden folyamat a háttérben zajlik le
- többszörös átnevezési funkció
- beépített szövegszerkesztő
- beépített fájl nézegető
- Total Commander WCX, WDX és WLX pluginok
- tömörítési funkció
- kiterjesztett kereső funkció
- stb.[2]